# Бели амур
Бели амур (лат. Ctenopharyngodon idella) је слатководна риба са коштаним скелетом (кошљорибе) и истовремено припада и мекоперкама и породици шарана. Бели амур припада фамилији Cyprinidae, пореклом са пацифичког Далеког истока, са аутохтоним распоном који се протеже од северног Вијетнама до реке Амур на кинеско-руској граници. Овај азијски шаран је једина врста из рода Ctenopharyngodon.
Амур је резидентна риба великих замућених река и повезаних поплавних језера/мочвара са широким опсегом температурне толеранције, и мрети се на температурама од 20—30 °C (68—86 °F). У Кини се гаји као риба за исхрану вековима, али је уведена у Европу и Сједињене Америчке Државе за контролу водених корова, постајући врста рибе са највећом познатом узгајном производњом на свету, преко пет милиона тона годишње.

## Изглед и анатомија
Амур има издужене, буцмасте облике тела у облику торпеда. Крајња уста су благо укошена, са чврстим уснама без меса и без мрена. Комплетна бочна линија садржи 40 до 42 љуски. Широки, избочени фарингеални зуби су распоређени у формули "2, 4-4, 2". Леђно пераје има осам до 10 меких зрака, а анално пераје је постављено ближе репу од већине ципринида. Боја тела је тамномаслинаста, са стране су присутне сенке смеђе-жуте боје, док је трбух бео са крупним, благо оцртаним љускама.
Амур расте веома брзо. Млада риба похрањена у пролеће на 20 cm (7,9 in) достићи ће преко 45 cm (18 in) до јесени. Типична дужина је око 60-100 cm. Максимална дужина је 2,0 m (6,6 ft), а расту до 45 kg (99 lb).

## Екологија
Амур насељава језера, баре, базене и рукавце великих река, преферирајући велике, споре или стајаће водене површине са богатом вегетацијом. У дивљини, амур се мрести у брзим рекама, а њихова јаја, која су нешто тежа од воде, развијају се док плутају низводно, при чему их турбуленција држи у суспензији. Амуру су потребне дуге реке да би преживела јаја и веома младе рибе, а сматра се да јаја угину ако потону на дно.
Одрасли амури се првенствено хране воденим биљкама, како вишим воденим биљкама тако и потопљеном копненом вегетацијом, али могу да једу и детритус, инсекте и друге бескичмењаке. Дневно једу до три пута више од сопствене телесне тежине, а успевају у малим језерима и рукавцима који обезбеђују обиље вегетације.
Према једној студији, амур живи 5-9 година, а најстарији познати је преживео 11 година. У Сребрном острву у Вашингтону, напредна популација амура прелази 15-годишњу границу.

## Уведене врсте
Амур је уведен у многе земље широм света. На северној хемисфери, земље и територије увођења обухватају Јапан, Филипине, Малезију, Индију, Пакистан, Иран, Израел, Сједињене Државе, Мексико, Шведску, Данску, Уједињено Краљевство, Француску, Немачку, Холандију, Швајцарску, Италију, Пољску, Чешку, Словачку, Румунију, Хрватску, Словенију, Србију, Црну Гору, Босну и Херцеговину и Македонију. На јужној хемисфери уведени су у Аргентину, Венецуелу, Аустралију, Нови Зеланд, Фиџи и Јужну Африку. Познато је да је амур изнедрио и успоставио саморепродуковане популације у само шест од многих већих река северне хемисфере у којима су били порибљени. Њихов неуспех да успостави популације у другим рекама сугерише да имају прилично специфичне репродуктивне захтеве.
У Сједињеним Државама, ова врста је први пут увезена 1963. са Тајвана и Малезије у објекте за аквакултуру у Алабами и Арканзасу. Верује се да је прво пуштање било случајно бекство 1966. године из Експерименталне станице за узгајање рибе Америчке службе за рибу и дивље животиње у Штутгарту, Арканзас, након чега је уследило планирано представљање које почиње 1969. године. Након тога, била су широко распрострањена су овлашћена, илегална и случајна увођења; до 1970-их, врста је уведена у 40 држава, а од тада је пријављена у 45 од 50 држава у земљи. Године 2013. утврђено је да се размножава у басену Великих језера. Још увек се чува у многим државама као ефикасна биоконтрола за непожељну водену вегетацију, од којих су многе врсте саме уведене.

## Употреба за контролу корова
Grass carp were introduced into New Zealand in 1966 to control the growth of aquatic plants. Unlike the other introduced fish brought to New Zealand, the potential value and impact of grass carp was investigated in secure facilities prior to their use in field trials. They are now approved by the New Zealand government for aquatic weed control, although each instance requires specific authorization. In the Netherlands, the species was also introduced in 1973 to control over-abundant aquatic weeds. The release was controlled and regulated by the Dutch Ministry of Agriculture, Nature, and Food Quality. In both of these countries, control is made easier because grass carp are very unlikely to naturally reproduce because of their very specific breeding requirements, but elsewhere, control is obtained by the use of sterile, triploid fish.

## Пецање амура
Амури могу да порасту до знатне величине и јаки су борци када се закаче за удицу, али због њихових вегетаријанских навика и опреза може бити тешко да се ухватите пецањем. Светски рекорд IGFA за амура ухваћеног на конап и удицу је 39,75 kg (87,6 lb), који је уловљен у Бугарској 2009. године. Ове рибе су такође популарне спортске рибе у областима где је риболов на лук легалан.
Тамо где се популације амура одржавају порибљавањем као биоконтрола за штетни коров, од рибара се обично тражи да све уловљене врате у воду живe и неповређенe.

## Навике, станиште, распрострањеност
Бели Амур (Ctenopharyngodon idella) потиче из токова реке Амур из великих река и Кини и Сибиру. 
У воде Србије пренет је из Мађарске у рибњаке, а одатле се, временом проширио у Дунав и његове притоке. Храни се воденим биљем и то у великим количинама.

## Опис и грађа
Бели Амур је биљождер, вретенастог је облика - сивозелених леђа и бокова са светлијим трбухом и сивим перајама.
Ретки примерци Амура мого досећи и до 50 kg, са дужином и до 2 m. Просечна ловна тежина белог Амура је од 3 kg. до 12 kg.

## Размножавање
Бели Амур се мрести на песковитим теренима и у доста јакој струји, а да би се оплодила његова икра мора путовати заједно са струјом. Плодност женки је запањујућа, чак и до милион комада икре. За развој икре и мрест потребна је температура воде преко 37 °C, тако да је у нашим условима његов мрест за сада само вештачки.